# Orgilus glabratus
Orgilus glabratus är en stekelart som beskrevs av Van Achterberg 1987. Orgilus glabratus ingår i släktet Orgilus och familjen bracksteklar. Inga underarter finns listade i Catalogue of Life.